# Liste von Störfällen in europäischen kerntechnischen Anlagen
Diese Liste behandelt bekannt gewordene Vorfälle in europäischen kerntechnischen Anlagen außerhalb Deutschlands.
Hier sind vor allem Ereignisse eingeordnet, die anhand der Internationalen Bewertungsskala für nukleare Ereignisse (INES) unter Kategorie 2 oder 3 fallen, und dabei zu den meldepflichtigen Betriebsstörungen oder Störfällen gehören. Die Einträge sollen vor allem Betriebsstörungen aufzeigen, bei denen eine Gefährdung der Reaktorsicherheit, Umwelt oder Gesundheit direkt oder indirekt bestand. Einträge wie: Brennelementwechsel, Revision, Arbeitsunfälle etc. sind hier nicht zu finden. Der Großteil der Vorkommnisse wurde mit INES 2 bewertet, die Kategorie INES 3 wurde eher selten angewendet. Die Liste ist auch sonst unvollständig, denn insbesondere über weiter zurückliegende Störfälle und Störfälle in osteuropäischen Kernkraftwerken (auch von RBMK des Tschernobyl-Typs, wie sie bei Sankt Petersburg nahe Finnland oder in Kursk auf europäischem Boden stehen) liegen oft nur sehr lückenhaft Informationen vor. Russland etwa und auch einzelne andere osteuropäische und seltener auch westeuropäische Staaten meldeten und melden ihre Störfälle der IAEO mit ihrer Vorkommnis-Website Event-List gar nicht. Auch Störfälle aus den ersten Jahrzehnten der Kernenergie-Nutzung liegen extrem lückenhaft vor, da es vor Einführung der INES-Skala sehr individuelle und teils lückenhafte nationale Informationssysteme gab, die heute im Internet gar nicht auffindbar sind.
Zwei andere Listen widmen sich meldepflichtigen Betriebsereignissen in deutschen kerntechnischen Anlagen (INES 1 bis 3) und Störungen mit schwereren Folgen (INES ≥ 4) in der Liste von Unfällen in kerntechnischen Anlagen.

## 1961–1970
| Datum | Ort                                                                    | Vorgang |
| ----- | ---------------------------------------------------------------------- | --- |
| 1967  | Forschungsreaktor Diorit, Paul Scherrer Institut, Würenlingen, Schweiz | Der kleine Forschungsreaktor „Diorit“ produzierte ein angeschmolzenes Brennelement, die Reaktorhalle wurde kontaminiert. Später erfolgte davon eine Abwasser-Charge, die dem 40fachen des Normalwertes entsprach. |

## 1971–1980
| Datum | Ort                                                                 | Vorgang |
| ----- | ------------------------------------------------------------------- | --- |
| 1972  | Kernkraftwerk Santa María de Garoña, Santa María de Garoña, Spanien | In den Anfangsjahren seines Betriebes verzeichnete dieser Siedewasserreaktor regelmäßig bedeutende Überschreitungen der – seinerzeit noch weniger restriktiv festgelegten – Abgabe-Grenzwerte                                                                                      |
| 1974  | ISCRE (Isotope Création Réacteur), Grenoble, Frankreich             | Im August wurden 2500 Curie Radioaktivität durch ein Leck im Reaktorsystem ins Reaktor-Becken freigesetzt. Bei der Ableitung der Kontamination gerieten auch geringere Mengen Aktivität in die Kanalisation der Stadt.                                                             |
| 1979  | Kernkraftwerk Doel 2, Doel, Belgien                                 | Der Bruch eines Dampferzeuger-Heizrohrs führte zu einer leichten Abgabe von Radioaktivität in die Umgebung. Die Beherrschung dieses Störfalls erfordert vom Personal die korrekte Handhabung komplizierter Prozeduren. Die vier AKW-Blöcke von Doel liegen nur 8 km vor Antwerpen. |

## 1981–1990
| Datum        | Ort                                                      | Vorgang |
| ------------ | -------------------------------------------------------- | --- |
| 1981         | Wiederaufarbeitungsanlage La Hague, La Hague, Frankreich | In der nordfranzösischen Wiederaufarbeitungsanlage für Kernbrennstoff fielen die beiden Transformatoren für die Stromversorgung aus, und damit alle Elektropumpen, welche die Nachzerfallswärme aus den diversen Brennstoff-Lagerbecken abführen. Da weitere Redundanzen fehlten, musste vorübergehend von Hand eine Notversorgung aufgebaut werden. Weil die Nachzerfallswärme des Brennstoffs in diesem Stadium bereits teilweise abgeklungen ist (degressiver Verlauf), bestand dazu einigermaßen genügend Zeit. Das Vorkommnis wurde mit INES 3 (ernster Störfall) eingestuft. |
| 1982         | Kernkraftwerk Doel 1 und 2, Doel, Belgien                | Am 4. August 1982 trat nach Ausfall des 380-kV-Netzes und starken Spannungs-Schwankungen im Reservenetz in den beiden ältesten Doel-Blöcken der Notstrom-Fall ein. Vier Dieselgeneratoren starteten, konnten aber wegen Fehlern die zum Kaltfahren nötige Versorgung nicht gewährleisten. Als letzte Reserve trat in beiden Reaktorblöcken ein strom-unabhängiges, vom Dampf der Nachzerfalls-Wärme angetriebenes Kühlsystem in Aktion, bis nach ca. einer Stunde die Stromversorgung wiederhergestellt war. |
| 1986         | Kernkraftwerk Mühleberg, Mühleberg, Schweiz              | Im Tschernobyl-Jahr nahm ein unabhängiger Physiklehrer Dosis-Messungen in der Umgebung des AKW Mühleberg vor. Zu seinem Erstaunen waren die Messwerte eines Tages ungewöhnlich hoch. Der Betreiber musste einen Filterschaden einräumen, der zu Freisetzungen bis knapp unterhalb des Grenzwertes führte. Angeblich haben weder Betreiber noch Aufsichtsbehörde HSK diese Freisetzung registriert. Die Werte sind noch heute (unbek. Datum) etwas erhöht. |
| 21. Mai 1986 | Wiederaufarbeitungsanlage La Hague, La Hague, Frankreich | In der französischen Wiederaufarbeitungsanlage La Hague wurden 5 Arbeiter bei einem Unfall einer Strahlendosis ausgesetzt. (INES: 2–3) |
| 1989         | Kernkraftwerk Krško, Krško, Slowenien ( Jugoslawien)     | Als korrekte Reaktion auf eine betriebliche Störung öffnete ein Ventil zur Druckentlastung des Reaktor-Kreislaufs druckbedingt. Nach Abbau der Druck-Transiente blieb es (wie vor dem Kernschmelz-Unfall 1979 in Three Mile Island) unvorgesehen in offener Stellung stecken. Aufgrund des damit verbundenen Kühlwasser-Verlustes schaltete sich die Notkühlung automatisch zu (sie wurde – hier im Gegensatz zu T.M.I. – vom Personal nicht irrtümlich wieder abgeschaltet). Nach ca. 15 Min. schloss sich das Ventil doch noch und die Notkühlung hatte den Reaktor-Kreislauf einigermaßen nachgefüllt. Leicht radioaktives Wasser war nach dem Störfall aus dem Containment-Sumpf zu entfernen, durch Abgabe in den benachbarten Fluss. |
| 1989         | Kernkraftwerk Vandellòs 1, Spanien                       | Durch ein Feuer im Kernkraftwerk Vandellòs wurden die Sicherheitssysteme stark in Mitleidenschaft gezogen. Es kam aber zu keinem schwereren Unglück, der Vorfall wurde mit INES 3 (Ernster Störfall) eingestuft. Vandellòs 1 wurde in der Folge durch politischen Entscheid der spanischen Regierung definitiv stillgelegt. |
| 1990         | Kernkraftwerk Leibstadt, Leibstadt, Schweiz              | Beim Anfahren dieses Reaktors – an der deutschen Grenze gelegen – wurde nach drei Stunden bei einer Leistung von 20 % bemerkt, dass die Schnellabschaltung bei Anforderung nicht funktionieren würde. Der Reaktor wurde mit den Steuerstab-Motoren langsam heruntergefahren. Die Behörde HSK klassierte den Vorfall mit INES 2. |

## 1991–2000
| Datum             | Ort                                                    | Vorgang |
| ----------------- | ------------------------------------------------------ | --- |
| 1992              | Dessel, Belgien                                        | In der größten europäischen Fabrik zur Herstellung von MOX-Brennelementen (Uran-Plutonium-Mischoxid) ereignete sich ein Unfall: Ein Brennstab brach und MOX-Staub wurde freigesetzt. Dies führte bei mindestens einem Beschäftigten zu Plutonium-Einatmung. Plutonium ist radiotoxisch. |
| 1993              | Kernkraftwerk Loviisa 2, Loviisa, Finnland             | Im WWER-Reaktorblock russischer Bauart brach eine Speisewasser-Leitung vom Durchmesser 0,5 Meter. |
| 1993              | Kernkraftwerk Bugey, Bugey, Frankreich                 | Bei mehreren Reaktoren dort wurde an den Deckel-Durchführungen der Steuerstäbe massive Bor-Korrosion entdeckt. Die Aufsichtsbehörde sprach von einem gravierenden Problem. Es wurde später auch in Fessenheim gefunden. Alle betroffenen Reaktorbehälter-Deckel wurden in der Folge ausgewechselt. |
| 1994              | Kernkraftwerk Dukovany, Dukovany, Tschechien           | Der Fehler eines Elektrikers beim Netz-Unterhalt führte zur Abkopplung aller vier Reaktorblöcke vom Netz. Zwei der Blöcke erreichten nach Lastabwurf Eigenbedarfs-Produktion, die anderen zwei verfehlten diese Prozedur und mussten nach Schnellabschaltung von ihren Notstrom-Dieselgeneratoren versorgt werden. Dabei startete einer der Generatoren nicht automatisch und musste vor Ort manuell in Gang gesetzt werden. Daneben gab es noch eine große Zahl kleinerer Fehlfunktionen. |
| 1995              | Kernkraftwerk Trillo, Trillo, Spanien                  | Bei Inspektionen wurde festgestellt, dass die Hälfte der Stränge der Sumpf-Rezirkulation der Notkühlung mit Fremdkörpern blockiert waren. Gemäß der Behörde Consejo de Seguridad Nuclear (CSN) handelte es sich um Fehldispositionen bei der acht Jahre zurückliegenden Bauphase, womit auch die Lieferfirma Siemens-KWU in der Verantwortung stand. |
| 1996              | Kernkraftwerk Oskarshamn 1, Oskarshamn, Schweden       | Bei dieser Anlage musste der Kernmantel wegen eines Risses in dessen Rundnaht von nahezu Umfanglänge ausgewechselt werden. Der Kernmantel ist Bestandteil der Einbauten des Reaktorbehälters. Sein Bruch könnte die Schnellabschaltung des Reaktors unmöglich machen. |
| 21. November 1996 | Kernkraftwerk Borssele, Borssele, Niederlande          | Am 21. November 1996 kam es zu einem Störfall der Stufe 2 (INES), ein Fehler am Venting-System. |
| 1998              | Kernkraftwerk Civaux 1, Civaux, Frankreich             | Beim Herunterfahren zur Revision entstand in einem Strang des Nachkühlsystems ein Leck, das fast 10 Stunden lang nicht isoliert werden konnte. Der Wasserverlust von rund 250 Kubikmetern musste durch die Notkühlung kompensiert werden, den weiteren Restwärme-Betrieb übernahm dann der zweite Strang des Nachkühl-Systems. Auch aufgrund der Tatsache, dass die Anlage erst ein halbes Jahr in Betrieb war, wurde der Störfall mit INES 2 eingestuft. |
| 1998              | Kernkraftwerk Doel oder Kernkraftwerk Tihange, Belgien | Belgien ist eines der wenigen westeuropäischen Länder, das wie die USA seine Störfälle mit Hilfe von sog. Vorläufer-Analysen auf die Risikorelevanz hin untersucht. Dabei verwendete das damalige Prüfinstitut AVN auch die Wahrscheinlichkeitsrechnung. Gravierendstes Vorkommnis seit 1997 war in einem nicht näher umschriebenen Block der KKW-Standorte Doel oder Tihange ein kompletter kürzerzeitiger Ausfall der Komponenten-Kühlung. Viele der Betriebs- und Sicherheitssysteme sind für ihr Funktionieren auf Kühlung durch andere Systeme (die ausgefallenen) angewiesen, was die Tragweite dieses Störfalls veranschaulicht. |
| 1999              | Kernkraftwerk Blayais, Blayais, Frankreich             | Im vier Blöcke umfassenden KKW Blayais unweit von Bordeaux am Atlantik führte der Sturm Lothar zu einer Überflutung des Areals und zu einem teilweisen Ausfall der externen Stromversorgung. Zwei Blöcke mussten mit Hilfe der Notstrom-Dieselaggregate heruntergekühlt werden. Zudem wurde ein Teil der Notkühl- und Komponentenkühl-Pumpen überflutet und wäre bei Anforderung nicht einsatzfähig gewesen. |

## 2001–2010
| Datum                             | Ort                                                     | Vorgang |
| --------------------------------- | ------------------------------------------------------- | --- |
| 22. November 2002                 | Kernkraftwerk Tihange, Tihange, Belgien                 | Am 22. November 2002 ereignete sich im Block 2 ein Störfall (INES 2). Obwohl der Reaktor zu dieser Zeit heruntergefahren und nicht mehr kritisch war, produzierte er aufgrund des Nachzerfalls immer noch Wärme, die wie im Leistungsbetrieb durch das Zirkulieren des Kühlmittels im Primärkreislauf abgeführt wird. Durch einen Test wurde fälschlicherweise ein Sicherheitsventil des Druckhalters geöffnet, wodurch der Druck im Primärkreislauf in kürzester Zeit von 155 bar auf 85 bar fiel. Der hohe Druck im Primärkreislauf während des Betriebs bewirkt, dass das Wasser auch bei hoher Temperatur nicht siedet, sondern im flüssigen Aggregatzustand verbleibt. Sinkt der Druck jedoch, verringert sich die Siedetemperatur des Wassers und es geht in den gasförmigen Zustand über. Dann kann die Nachzerfallswärme der Brennelemente nicht mehr abtransportiert werden und es besteht die Gefahr einer Kernschmelze. In diesem Fall jedoch wurden aufgrund des rapiden Druckabfalls mehrere Sicherheitssysteme aktiviert, die Wasser in den Reaktor einspeisten und so die Brennelemente weiter kühlten. Das fälschlicherweise geöffnete Überdruckventil wurde wegen Kommunikationsproblemen erst nach drei Minuten wieder geschlossen. |
| 10. April 2003                    | Kernkraftwerk Paks, Paks, Ungarn                        | Beim Reinigen von Brennstäben im Block 2 wurde die Umhüllung von 30 Brennelementen beschädigt, was beinahe eine Kettenreaktion auslöste. Dabei trat radioaktives Gas aus. Die Messsonden in der Umgebung registrierten Edelgasbelastungen über den Grenzwerten. Der Reaktor stand bis Anfang 2005 still, der Schaden belief sich auf etwa 200 Millionen Euro insgesamt. |
| 2003                              | Kernkraftwerk Kosloduj 3, Kosloduj, Bulgarien           | Im Volllast-Betrieb entstand plötzlich ein Primärkreis-Leck an einer Schweißnaht. Die Notkühlung trat in Funktion. Die mittlerweile stillgelegten Blöcke 1 bis 4 konnten hier – im Gegensatz zu den leistungsstärkeren Blöcken 5 und 6 sowie allen westlichen Druckwasser-Reaktoren – einzelne Segmente des Primär-Kreislaufs mit Ventilen absperren. Eine Absperrung wurde vorgenommen, womit der Wasserverlust nach relativ kurzer Zeit gestoppt werden konnte. |
| 2004                              | Kernkraftwerk Vandellòs 2, Vandellòs, Spanien           | Die Aufsichtsbehörde CSN stellte fest, dass ihr der Betreiber dieses Werks über Jahre eine Leitungskorrosion verschwiegen hatte, welche die Funktionsfähigkeit der Komponenten-Kühlung hätte in Frage stellen können. Hätten die beiden Leitungen ca. gleichzeitig versagt (und nicht nur eine, wie geschehen), wäre der Reaktor kaum noch herunterkühlbar gewesen (INES 2) |
| 4. November 2004                  | Kernkraftwerk Balakowo, Balakowo, Russland              | In Balakowo kam es zu einem Zwischenfall. Der Reaktor wurde heruntergefahren. Nach Angaben des Betreibers Rosenergoatom trat keine Radioaktivität aus. |
| 2005                              | Sämtliche KKW, Frankreich                               | Die Aufsichtsbehörde ASN teilte mit, dass – im Falle eines Lecks im Reaktorkreislauf – bei Verstopfung der Leitungs-Saugsiebe der Notkühlung im Containment-Sumpf (mit Abfällen wie Isoliermaterial oder Lappen) „die Kühlbarkeit des Kerns nicht gewährleistet“ sei. INES-Einstufung: 2. Es wurden Verbesserungs-Maßnahmen angekündigt. Dabei ist die Sauberkeit das kleinere Problem; das genannte Isoliermaterial löst sich erst aufgrund eines entstandenen Lecks ab, durch Druckkräfte des austretenden Wasserstrahls. |
| 28. März 2005                     | Kernkraftwerk Leibstadt, Leibstadt, Schweiz             | Im Kernkraftwerk Leibstadt kam es am 28. März 2005 zum Stillstand für fünf Monate. Grund hierfür war ein Schaden am Generator; die Reparaturarbeiten am Generator oblagen nicht der Aufsichtspflicht der HSK (Nukleare Aufsichtsbehörde), da der nukleare Teil des AKW nicht betroffen war. |
| 20. April 2005                    | Sellafield, Vereinigtes Königreich                      | Am 20. April 2005 wurde im Thermal Oxide Reprocessing Plant ein Leck in einer Leitung, die hochradioaktive Flüssigkeit führte, entdeckt. Insgesamt traten 83 m³ Flüssigkeit auf den Boden der Kammer aus, darunter 22 t nuklearer Brennstoff (hauptsächlich Uran mit etwa 160 kg Plutonium). Das Leck wurde aufgrund einer Fehlfunktion des Füllstandsmessers im Sumpf der Kammer und Nichtbeachten von Alarmsignalen erst nach acht Monaten entdeckt. Die Entnahme von urankontaminierten Proben, die auf ein Leck hinwiesen, führte zu keiner Reaktion. Bei einer angemessenen Behandlung des Problems hätte das Leck bereits am 28. August 2004 erkannt werden können. Die ausgetretene Flüssigkeit wurde durch den mit Edelstahl verkleideten Boden der Kammer aufgefangen und später mit den eingebauten Sumpfpumpen entfernt. Bei dem Vorfall kamen weder Arbeiter noch die Bevölkerung zu Schaden, er wurde auf INES Level 3 eingeordnet. |
| 29. Juni 2005                     | Forsmark, Schweden                                      | Aus dem Zwischenlager für schwach und mittelstark strahlenden Abfall im schwedischen Kernkraftwerk Forsmark gelangte am 29. Juni 2005 radioaktives Wasser in die Ostsee. In den Gewässern in der Nähe des Kraftwerks wurde das Zehnfache des Normalwerts radioaktiven Cäsiums gemessen. Dies liegt laut schwedischem Strahlenschutzinstitut SSI jedoch noch innerhalb der zulässigen Grenzen. Schuld an dem Leck waren vermutlich korrodierte Blechbehälter mit radioaktivem Abfall. |
| 1. März 2006                      | KKW Kosloduj 5, Bulgarien                               | Während des Herunterfahrens des 5. Blocks am 1. März nach dem Ausfall einer Hauptkühlmittelpumpe blieben ein Drittel aller Steuerelemente in der oberen Position hängen. Zur Abschaltung des Reaktors musste eine Notborierung durchgeführt werden. Der Betreiber hatte den Zwischenfall ursprünglich auf INES Level 0 eingeordnet, aber die Aufsichtsbehörde korrigierte auf Level 2. |
| 25. Juli 2006                     | Forsmark, Schweden                                      | Am 25. Juli 2006 wurde der Reaktor Forsmark-1 nach einem Kurzschluss in der Umspannstation, über die das AKW seinen Strom ans allgemeine Netz abführt, von der Stromversorgung automatisch getrennt. Dies führte zu einem Lastabwurf des Generators und die im Reaktor produzierte Wärme konnte nicht mehr in elektrische Leistung umgesetzt werden. Der Reaktor wurde über eine Schnellabschaltung heruntergefahren. Der Strom für die Steuerung des Kernkraftwerkes und die Speisepumpen, die die Nachzerfallswärme abführen müssen, fiel aus. Er musste ersatzweise durch Diesel-Notstromaggregate bereitgestellt werden. Jedoch konnten zwei der vier Generatoren nicht in das Notstromnetz einspeisen, da sie mit der 500 V Leitung elektrisch verbunden blieben, die jedoch ausgefallen war. Zusätzlich versagte die Stromversorgung für einen Teil der Messgeräte in der Leitwarte. Nach 23 Minuten konnten die beiden anderen Dieselaggregate manuell zugeschaltet werden. Durch diese Zuschaltung konnte der Wasserstand im Reaktor wieder auf Normalniveau angehoben werden. Nach Angaben der schwedischen Strahlenschutzbehörde SKI sei eine akute Kernschmelze zu keiner Zeit des Störfalls zu erwarten gewesen, dennoch hätte es sich um einen sehr ernsten Zwischenfall gehandelt. Das Ereignis wurde auf der INES-Skala der Kategorie 2 (Störfall) zugeordnet. |
| 2007                              | Kernkraftwerk Leibstadt, Schweiz                        | Durch irrtümliche Auslösung des automatischen Druckabbau-Systems (DAS) während eines Tests im Normalbetrieb öffneten einige Ventile der Druckentlastung des Reaktorsystems. Das Wasser musste mit der Notkühlung nachgeführt werden. |
| 2007                              | Kernkraftwerk Dampierre, Dampierre-en-Burly, Frankreich | Ein ähnlicher Störfall wie in Forsmark: Ausfall von externem Netz einschließlich Reservenetz sowie von einem Notstrom-Dieselaggregat mit 100 % Versorgungs-Kapazität. Das Werk liegt ca. 80 km vor Paris. Der Reaktor wurde mit dem einzigen verbliebenen Dieselaggregat (100 %) heruntergekühlt. Dennoch stufte die französische Behörde ASN den Störfall nur mit INES 1 ein. Begründung: Es seien noch die Redundanz-Reserven eigendampf-getriebene Hilfsturbine (sofort einsatzfähig) sowie Gasturbine (deren Synchronisation könne aber Stunden dauern) vorhanden gewesen. |
| 2007                              | Kernkraftwerk Penly 2, Penly, Frankreich                | Beim Wiederhochfahren des Blocks nach der Revision wurde im April nach zwei Tagen bei Tests bemerkt, dass alle Pumpen der Notkühlung während der zwei Tage im Anforderungsfall unverfügbar gewesen wären. |
| 2007                              | Kernkraftwerk Cattenom, Cattenom, Frankreich            | Das Werk an der Grenze zum Saarland entließ im Juni Zink in einer Konzentration in die Mosel, die über dem erlaubten Grenzwert lag. Das Jahreslimit sei aber nicht überschritten, schreibt EDF; wobei unklar bleibt, ob es sich um Normal-Zink (Schwermetall) oder um das radioaktive Isotop handelte. |
| 21. August 2007                   | Kernkraftwerk Beznau 1, Beznau, Schweiz                 | Am 21. August war Block 2 in Jahresrevision. Die blockgemeinsame Reservenetz-Einspeisung war für Wartungsarbeiten abgeschaltet. Zur Kompensation wurde der Notstands-Dieselgenerator des auf Volllast laufenden Blocks 1 im Leerlauf zugeschaltet. Nach Retablierung des Reservenetzes wurde bemerkt, dass dieser Generator störungsbedingt seine Notstrom-Funktion nicht erfüllt hätte. Gemäß der Behörde HSK hätte theoretisch noch eine Querverbindung zum Notstands-Diesel des abgeschalteten Blocks 2 bestanden, dieser Generator sei aber ebenfalls in Wartung gewesen. Hätte sich ein Hochwasser wie nur zwölf Tage zuvor eingestellt, hätte auch das Wasserkraftwerk nicht mit genügend Notstrom zur Verfügung gestanden. Bei zusätzlicher Unterbrechung des Hauptnetzes wären KKB 1 zur Verhinderung der Kernschmelze damit nur noch zwei Dieselgeneratoren übrig geblieben, jeder davon mit nur 50 % der erforderlichen Notstrom-Leistung. Auch diese oder die daran angeschlossenen Notkühl-Pumpen könnten eventuell relativ kurzfristig nach Zuschaltung störungsbedingt ausfallen. |
| 2007                              | Kernkraftwerk Vandellòs 2, Spanien                      | Nachdem die acht spanischen KKW-Blöcke in nur drei aufeinander folgenden Monaten 14 INES-Störfälle verzeichnet hatten, ereignete sich im Dezember in Vandellos noch ein ähnlicher Vorfall, wie oben unter Leibstadt beschrieben. Bei einem Test am laufenden Reaktor waren unvorgesehen einige Abschaltstäbe in den Kern eingefallen. Das habe, schreibt die Aufsichtsbehörde CSN, zu einem Druckabfall im Reaktor-Kreislauf geführt, und damit zur Auslösung der Notkühlung. Der danach erfolgende Druckaufbau führte auch zum Ansprechen von Reaktor-Sicherheitsventilen und Ausströmen von leicht kontaminiertem Kühlwasser in den Containment-Sumpf. Es wurde ein interner Notfall-Voralarm ausgelöst. |
| 2008                              | Kernkraftwerk Paluel, Paluel, Frankreich                | In einem der vier Blöcke wurden im Februar Fehldispositionen von Isolations-Armaturen vorgefunden, die während mehr als fünf Monaten bestanden. „Dies stellte“, schreibt die Behörde ASN, „während besagtem Zeitraum die Dichtheit des Containments in Frage, wäre ein Unfall passiert“. Eine Kernschmelze hätte also möglicherweise Freisetzungen zur Folge gehabt. |
| Februar 2008                      | La Hague, Frankreich                                    | Die in dieser Wiederaufarbeitungsanlage behandelten hochaktiven Substanzen setzen laufend explosiven Wasserstoff frei, der bei Reaktion mit Sauerstoff die Gebäudedichtheit, die wesentlich verletzlicher ist als bei westlichen Kernkraftwerken, bedroht. Zur Vermeidung einer Explosion wird die Gebäudeluft durch kontinuierliche Zirkulation von Wasserstoff befreit. Während 3,5 Stunden funktionierte diese Umwälzung nur noch im Normalbetrieb, beide Reserveluft-Stränge waren durch Defekt respektive Instandhaltungs-Arbeiten nicht einsatzfähig. |
| April 2008                        | Kernkraftwerk Ascó, Ascó, Spanien                       | Entdeckung von Radioaktivität aus dem Brennelementegebäude auf dem Werksareal. Die Dosen lagen zwar unterhalb der Grenzwerte, dennoch stufte die Behörde CSN den Vorfall mit INES 2 ein: Der Betreiber hatte Monate lang deutliche Indizien (Auslösung von Aktivitäts-Alarmen) missgedeutet und zuletzt der CSN verharmlosende Daten geliefert. |
| April 2008                        | Kernkraftwerk Flamanville, Flamanville, Frankreich      | Im Block 2 wurde gem. der Aufsicht ASN „starke Korrosion“ in den Motor-Kühlleitungen beider Notstrom-Dieselaggregate festgestellt. Die Sicherheitsreserven für einen Notstromfall waren daher klein. |
| Mai 2008                          | Kernkraftwerk Cruas 4, Cruas, Frankreich                | Dieser Block befand sich im Revisions-Stillstand mit geöffnetem Reaktor. Plötzlich wurde bemerkt, dass zwei Ventile der Nachwärme-Abfuhr volle vier Tage nur teilweise offen standen, was die Nachzerfalls-Wärmeabfuhr deutlich behinderte. Von einem automatischen Alarm schreibt ASN nichts, es ist somit denkbar, dass das ganze nach diesen vier Tagen erst durch Dampf-Erscheinungen im Reaktor-Flutbecken bemerkt wurde (Anm.: KKW müssen den Brennstoff auch nach dem ersten Abkühlen und Öffnen des Reaktors kühlen, da die Spaltprodukte auch weiterhin, mit degressiver Intensität, zerfallen). Dass offenbar keine ungewöhnlichen Dosen registriert wurden, ist dadurch erklärbar, dass das Reaktorwasser vor dem Runterfahren technisch gereinigt wird. |
| Juni 2008                         | Kernkraftwerk Riwne, Riwne, Ukraine                     | Knapp zwei Wochen nach Krško wiederholte sich dasselbe Szenario im ukrainischen Kernkraftwerk Riwne/Rowno. Diesmal berichteten die Medien nur sehr spärlich beziehungsweise gar nicht darüber. Das Kraftwerk wurde vorübergehend vom Netz genommen. |
| 8. Juli 2008                      | Eurodif, Frankreich                                     | Am 8. Juli liefen in der Uran-Anreicherungsanlage Eurodif 30 Kubikmeter radioaktive Flüssigkeit aus und gelangten teilweise in umliegende Flussläufe. |
| 23. Juli 2008                     | Kernkraftwerk Tricastin, Pierrelatte, Frankreich        | Bei Wartungsarbeiten im Kraftwerk wurden etwa 100 Menschen radioaktiv kontaminiert, allerdings unterhalb der Dosis-Grenzwerte |
| 15. August 2008                   | KKW Santa María de Garoña, Spanien                      | Am 15. Juli und am 19. August wurden die beiden Batterie-Systeme des Werks getestet. Deren ermittelte Kapazität war gemäß Behörde CSN ungenügend. Diese Gleichstrom-Systeme erfüllen bei Störfällen diverse Sicherheits-Funktionen, so etwa als Starthilfe für die Notstrom-Diesel oder Anzeige des Reaktor-Zustandes. Problematisch an diesem Ereignis ist vor allem auch, dass nach Feststellung der Fehlfunktion des ersten Systems am 15. Juli das zweite System vom Betreiber nicht sofort, sondern erst am 19. August getestet wurde. |
| 25. August 2008                   | Fleurus, Belgien                                        | Im Bereich der Abfallbeseitigung des Instituts für Radionuklide (franz. Institut des Radioéléments (IRE)) im belgischen Fleurus kam es beim Umfüllen von flüssigen Abfällen zur Freisetzung von geschätzten 45 GBq Jod-131 über den Kamin. Die belgische Atomaufsichtsbehörde Agence Fédérale de Contrôle Nucleaire (AFCN) legte das IRE, ein Produzent von Radioisotopen für den Medizinbereich, sofort nach der Unfallmeldung still. Die Anwohner wurden sechs Tage nach dem Störfall von der Polizei über Lautsprecher vor dem Verzehr von Obst, Gemüse, Milch und Wasser aus der Umgebung gewarnt, nachdem der Krisenstab der Regierung die anfängliche Entwarnung widerrufen und das europäische Informationssystem ECURIE aktiviert hatte. Das Ereignis wurde als „Ernster Störfall“ der Stufe 3 auf der INES-Skala eingeordnet. |
| Oktober 2008                      | Kernkraftwerk Gravelines 5, Gravelines, Frankreich      | Während der Revision im Juni wurde der Motor eines der zwei Notstromdiesel ersetzt. Nach über drei Monaten erst, im Oktober, wurde festgestellt, dass dieser Ersatzmotor nicht ordnungsgemäß eingebaut war: Der Notstromdiesel wäre drei Monate nicht verfügbar gewesen, was einen deutlich zu langen Redundanz-Ausfall darstellt. |
| 5. September bis 6. November 2008 | Kernkraftwerk Ascó, Spanien                             | In der Doppelblock-Anlage wurden zwischen 5. September und 6. November acht INES-Störfälle registriert, davon fünf in Block II. |
| 2009                              | Cadarache, Frankreich                                   | In der französischen kerntechnischen Anlage Cadarache wurden vermutlich schon im Juni bei Demontagearbeiten 39 Kilogramm Plutonium entdeckt. Die Atomsicherheitsbehörde stoppte die Arbeiten am 15. Oktober und ordnete den Störfall in die INES-Kategorie 2 ein. Zudem warf sie dem Betreiber vor, das Ereignis nicht rechtzeitig gemeldet zu haben. |
| 2. Dezember 2009                  | Kernkraftwerk Cruas, Cruas, Frankreich                  | Am 2. Dezember sammelte sich im Block 4 des Kernkraftwerks Cruas Laub und anderes Herbst-Schwemmgut im Fluss-Kühlwasserkreislauf und verstopfte ihn. Der Reaktor wurde abgeschaltet und mit der Fluss-unabhängigen Notspeisung über die Dampferzeuger in den Hot Standby gefahren. Der Reaktorkern muss jedoch auch nach diesem Vorgang mit dem Fluss-Kühlwasser – wegen des andauernden Nachzerfalls – im sog. Nachkühl-Betrieb weiter gekühlt werden, damit er nicht überhitzt und schmilzt. Es wurde der interne Notfallplan ausgelöst und als Notfall-Maßnahme der Abklingbecken-Kühlkreis der abgebrannten Brennelemente an den Reaktor-Kühlkreis angeschlossen. Nach 5,5 Stunden war die Verstopfung im Einlauf-Bauwerk beseitigt und der normale Nachkühl-Betrieb wiederhergestellt. Der Störfall wurde mit INES 2 eingestuft. |

## 2011–2020
| Datum            | Ort                                              | Vorgang |
| ---------------- | ------------------------------------------------ | --- |
| 16. Februar 2011 | Kernkraftwerk Tricastin, Pierrelatte, Frankreich | Am 16. Februar wurde festgestellt, dass in mehr als der Hälfte der Notstrom-Dieselgeneratoren der Blöcke 3 und 4 einige vor zwei Jahren zwecks Erneuerung eingesetzte Einzelteile bei etwas längerer Laufzeit des Generators vorzeitig versagen können. Diese Qualitätsmängel erwiesen sich bei einem Test in einem anderen KKW als Totalausfalls-Ursache der Generatoren, die aber dort nur zum kleineren Teil damit ausgestattet waren. Bei Ausfall des externen Stromnetzes und des Reservenetzes (Notstromfall) wäre damit bei Tricastin 3/4 die Stromversorgung zur Abfuhr der Nachzerfallswärme im Reaktorkern nicht gesichert gewesen, es hätte schlimmstenfalls sogar in beiden Blöcken zu einer Kernschmelze führen können. INES 2. |
| 13. März 2011    | Kernkraftwerk Doel, Doel, Belgien                | Am 13. März 2011 wurde ein Schaden an der dampfgetriebenen Notspeise-Pumpe des Blocks 4 entdeckt und als Störfall der Stufe 2 (INES) eingestuft. |
| 2012             | Kernkraftwerk Cattenom, Cattenom, Frankreich     | Bedingt durch eine Störung könnte die Kühlwasser-Einspeiseleitung des Abklingbeckens für abgebrannte Brennelemente – statt regulär Wasser einzuspeisen – Wasser aus dem Becken ansaugen, was dieses langsam leeren würde und zu größeren Radioaktivitäts-Freisetzungen führen würde. Zur Unterbrechung dieses Ansaug-Vorgangs existiert im Normalfall eine Vorrichtung. In Cattenom wurde im Januar festgestellt, dass diese bei Block 2 und 3 gar nie angebracht worden war. Wäre es dort zu einer Entleerung des Beckens gekommen, hätte man als letzte Gegenmaßnahme mit Tanklösch-Fahrzeugen und Schlauchverbindungen externes Wasser, etwa aus dem Fluss, einpumpen können. INES 2.                                                     |
| 2017             | Frankreich                                       | 20 1300-MW-Reaktoren, darunter auch die Blöcke des Kernkraftwerk Cattenom: Es wurde festgestellt, dass sämtliche Notstrom-Dieselgeneratoren dieser 20 Reaktorblöcke Mängel bezüglich Erdbeben-Stabilität aufweisen. Schwächen bestanden bei den Boden-Verankerungen, aber auch bei anderen Hilfs-Vorrichtungen. (INES 2) Später wurde derselbe Befund auch bei den beiden Blöcken des Kernkraftwerk Fessenheim und bei den vier Blöcken des Kernkraftwerk Bugey festgestellt. |
| 2017             | Kernkraftwerk Tricastin, Pierrelatte, Frankreich | Es wurde dort das Risiko eines Dammbruchs am Einlaufkanal zum Kernkraftwerk im Falle eines schweren Erdbebens festgestellt. Dieses Ereignis könnte zur Überflutung des ganzen Kraftwerks-Geländes und im Extremfall zur Kernschmelze in allen vier Kraftwerksblöcken führen. Deshalb hat die Aufsichtsbehörde ASN am 27. September verfügt, dass alle vier Blöcke bis zur Verstärkung des Damms abgeschaltet werden müssen. (INES 2) |
| 2017             | Frankreich                                       | 20 Reaktoren, darunter jene des KKW Cattenom: Es wurde festgestellt, dass in den Pumpenhäusern dieser Blöcke durch einen Leitungsbruch des Feuerlöschsystems die Pumpen des Nebenkühlwassersystems überflutet werden könnten. Damit wäre die Wärmeabfuhr der Notkühlung in Frage gestellt. Da die Feuerlöschleitungen wegen ungenügender Wartung stark korrodiert sind, könnte ein stärkeres Erdbeben einen solchen Leitungsbruch auslösen. Die ASN verlangte schnellstmögliche Behebung dieser Mängel. (INES 2) |
| 2019             | Vereinigtes Königreich                           | In einer Siloanlage für die Lagerung von Brennelement-Hüllrohrrückständen der britischen Magnox-Reaktoren in Sellafield, die als mittelmäßig radioaktiv gelten, haben bereits vorexistierende Leckagen Richtung Erdreich ca. im November 2019 einen Level erreicht, der Grenzwerte überschreitet. Es heißt, es finde eine nur sehr langsame Migration Richtung Grundwasser statt, die keine unmittelbare Gefahr für die Umwelt darstelle. Das Ganze werde genau beobachtet und zudem sei man bestrebt, die aus den 1970er Jahren stammende Anlage von Grund auf zu modernisieren. (INES 2) |
| 2019             | Kernkraftwerk Penly, Frankreich                  | Anlässlich der Revision im Dezember 2019 wurden beschädigte elektrische Kontakte entdeckt, deren Nichtfunktionieren während des Betriebs zuvor auch diverse Sicherheitssysteme bei möglichem Gebrauch potenziell lahmgelegt hätte. (INES 2) |
| 2020             | Deutschland                                      | In der Forschungs-Neutronenquelle Heinz Maier-Leibnitz der Technischen Universität München kam es am 14. Mai 2020 zu einer Ableitung des Nuklids C-14 über den Kamin in die Atmosphäre. Dabei wurde der zugelassene Jahresgrenzwert der Anlage um 15 Prozent überschritten. Grund soll das Versäumnis eines Mitarbeiters gewesen sein, eine Abscheidevorrichtung anzuschließen. Während das Ereignis ursprünglich mit INES 0 klassifiziert wurde, korrigierte der Betreiber im Januar 2021 diese Einschätzung. Der Vorfall wurde auf INES 1 hochgestuft. Eine Gefahr soll jedoch weder für Menschen noch für die Umwelt bestanden haben. |
| 2020             | Frankreich                                       | Weitere Untersuchungen zur Erdbeben-Stabilität (siehe Meldung von 2017) haben bei fünf weiteren Reaktorblöcken, darunter Cattenom 2, weitere Mängel aufgedeckt. Es war nun auch z. B. das eigendampf-betriebene Notkühlsystem betroffen, das 2011 bei den Blöcken 2 und 3 des havarierten KKW Fukushima vor der Kernschmelze für einige Tage noch dafür sorgte, dass die Kerne einigermaßen gekühlt blieben. (INES 2) |

## 2021 bis heute
| Datum           | Ort                                | Vorgang |
| --------------- | ---------------------------------- | --- |
| 8. Juni 2022    | Frankreich                         | Weitere Analysen zur Erdbeben-Stabilität (siehe Meldungen von 2017 und 2020) haben bei fünf weiteren Reaktorblöcken bei diesbezüglichen Mängeln an den Notstrom-Dieselgeneratoren zu einer Hochstufung von INES 1 zu INES 2 geführt. |
| 8. März 2023    | Frankreich                         | Im Rahmen der Serie langer Reaktorstillstände eines erheblichen Teils des französischen AKW-Parks zur Ermittlung von Schäden an Rohrleitungen der Notkühl-Systeme wurde im Werk Penly 1 ein besonders gravierendes Schadensbild gefunden: Ein 15 cm langer Riss, dessen maximale Risstiefe 23 von 27 mm Wanddicke betrug. Gemäß Aufsichtsbehörde ASN stand am Anfang davon menschliches Versagen beim Bau von Penly 1, indem zum Schweißen zwei schlecht aufeinander abgestimmte Rohrteile mit Zwangsmitteln aneinandergefügt worden waren. Die permanenten Kraftwirkungen an dieser Schweißstelle hätten dann später zu diesem massiven Riss geführt. Die Anlage wäre aber laut IRSN in der Lage gewesen, einen möglichen Abriss der beiden Rohrenden ohne Kernschaden zu beherrschen. INES 2. Die Schäden an den diesbezüglichen Leitungen der anderen im Fokus stehenden AKW-Einheiten waren laut ASN bisher weniger gravierend, sie wurden nur mit INES 1 eingestuft. |
| 11. Januar 2024 | Kernkraftwerk Dukovany, Tschechien | In Block 3 dieses Werks fielen rund eine Stunde lang sämtliche drei Redundanzen des digitalen Reaktorschutzsystems aus, das zur schnellen automatischen Aktivierung der Sicherheitssysteme dient. Das Bedienpersonal leitete nach drei Minuten manuell die Abschaltung des auf Normallast laufenden Reaktors russischer Bauart WWER-440 ein. Einstufung: INES 2. |